# Loriol-du-Comtat
 Loriol-du-Comtat  es una población y comuna francesa, en la región de Provenza-Alpes-Costa Azul, departamento de Vaucluse, en el distrito de Carpentras y cantón de Carpentras-Nord.
Está integrada en la Communauté d'agglomération du Grand Avignon.

## Demografía
| 875 | 903 | 1191 | 1426 | 1710 | 1871 |
| Para los censos de 1962 a 1999 la población legal corresponde a la población sin duplicidades (Fuente: INSEE [Consultar]) |     |      |      |      |      |

Forma parte de la aglomeración urbana de Aviñón.